# Bohater, spisek, śmierć: wykłady żydowskie
Bohater, spisek, śmierć. Wykłady żydowskie – książka Marii Janion, opublikowana w 2009 roku, opisująca romantyczne źródła funkcjonujących  wśród Polaków stereotypów związanych z Żydami. Autorka przedstawia wiek XIX jako moment narodzin fantazmatów i przesądów w obrazie Żyda, funkcjonujących do dziś. Zwraca uwagę, że podstawy do powstania takiego obrazu dały już wcześniejsze epoki (w tym oświeceniowa myśl Stanisława Staszica). Za punkt wyjścia  swojej pracy bierze podstawowe pojęcia kanonu polskiej historii heroicznej i patriotycznej, zawarte już  w tytule książki: wyobrażenie o bohaterze, o  spisku niepodległościowym i śmierci na polu chwały. Odczytuje je jednak w nietypowy sposób, odnosząc do Żydów lub przybierając żydowską perspektywę.

## Bohater
Bohaterem jest Berek Joselewicz, pułkownik wojska polskiego, uczestnik insurekcji kościuszkowskiej i oficer Legionów Dąbrowskiego, żydowski bohater romantyczny i prawdopodobnie prototyp Mickiewiczowskiego Jankiela. Dzieje pułkownika żydowskiego z czasów kościuszkowskich, podobnie jak powstańców z warszawskiego getta, przeczą stereotypowi Żyda-tchórza i mieszczą się w ramach polskiej narracji heroicznej, dzięki której Żydzi uzyskali szansę wpisania się w listę polskich bohaterów narodowych.

## Spisek
W drugiej części omawia Janion stereotyp spisku żydowskiego. Badaczka analizuje poglądy oświeceniowego myśliciela i publicysty – Stanisława Staszica, który opowiadał się za eliminacją Izraelitów z Polski, widząc w nich „przyczynę wszelkich nieszczęść narodu polskiego”. Przedstawieni przez Staszica jako „racjonalne zło”, Żydzi w romantyzmie przybierają kształt niepokojącej fantasmagorii, siły stojącej za kulisami toczącej się przez świat rewolucji. Badaczka zauważa negatywny wpływ Nie-Boskiej komedii Zygmunta Krasińskiego na wyobraźnię zbiorową. Wykazuje podobieństwa tego dzieła do Protokołów Mędrców Syjonu. Zdaniem Janion „Krasiński był gotów stawiać pracę nad wykorzenianiem obcych wpływów wyżej niż walkę zbrojną o niepodległość”, stworzył „mit założycielski polskiego antysemityzmu”. Przeciwstawne poglądy Mickiewicza nie odbiły się w społeczeństwie tak silnym echem. 

## Śmierć
Tytułowa śmierć to przede wszystkim Holocaust. Jest to według Janion najważniejsze doświadczenie nowoczesnej kultury: „Zagłada Żydów określa cały dzisiejszy system kultury, wszystkie pytania i dylematy ponowoczesności”. Autorka pokazuje jak jeszcze w XIX wieku w opozycji do kultu Berka Joselewicza rozwijał się obraz Żydów jako tchórzy i zdrajców. Ostatecznie stereotyp ten wybrzmiał w  obrazach śmierci Żydów w Holokauście, widzianych oczami Polaków. Holocaust podważył romantyczny podział  na śmierć męską – bohaterską i nieużyteczną – oraz niehonorową śmierć bez walki. Za Michałem Głowińskim Janion pisze: „Każdy, kto umarł ze zbrodniczych wyroków, umarł godnie”.  W tej części książki autorka analizuje m.in. przesyconą ironią Spowiedź Calka Perechodnika – policjanta z getta oraz prozę Imre Kertésza.